# Aqualung (album)
Aqualung je čtvrté studiové album progressive rockové skupiny Jethro Tull, vydané v roce 1971.

První strana LP obsahuje sérii šesti charakterových skic, včetně skic dvou lidí pochybné pověsti (titulní Aqualung a Cross-Eyed Mary (šilhavá Mary)) a autobiografického „Cheap Day Return“, napsaného vedoucím skupiny Ianem Andersonem po návratu z návštěvy od vážně nemocného otce. Na druhé straně působí texty celkovým dojmem ve prospěch Boha, ale proticírkevně a vypovídá o tom, že organizované náboženství může ve skutečnosti omezovat spojení člověka s Bohem, místo toho aby jej podporovalo. Anderson však odmítal jakékoliv pokusy označit toto album jako koncepční.
Album Aqualung vyšlo v době velké popularity popového pojetí křesťanství a jeho symbolů, jako např. v muzikálu Jesus Christ Superstar. Jethro Tull však zaujali k této náboženské módě zcela opačné stanovisko. Ztvárnili problematiku víry v Boha ne jako efektní spektákl, ale z pohledu obyčejného člověka zmítaného pochybnostmi. Tím se jim podařilo oslovit především mladší posluchačskou generaci, která si v „té divné době“ mezi hippies a punkem kladla podobné otázky, jež kapela vyslovovala na této desce. Zejména titulní píseň, jejíž název odkazuje k charitativní organizaci, v níž působila Andersonova žena, se stala jedním z nejúspěšnějších hitů 70. let. Příznivému přijetí skladeb napomohlo také hard-rockové provedení, které ještě zvýrazňovalo naléhavost jejich poselství. Právě po obsahové stránce udělala skupina, nebo přesněji řečeno Anderson, velký krok kupředu oproti předchozím deskám.
Album bylo jedním z prvních, která byla nahrána v nově otevřeném studiu Island Records v Basing Street v Londýně. V ten samý čas tam Led Zeppelin mixovali své čtvrté bezejmenné album. V interview k 25. výročí vydání alba Anderson řekl, že nahrávání bylo velmi obtížné. Byla tam dvě nahrávací studia a Led Zeppelin pracovali v tom menším, zatímco Tull dostali to větší, které asi bylo původně nějaká kaple, jak to popsal Anderson podle „orchestrálního“ dojmu, kterým studio působilo.
Obal alba od Burtona Silvermana představuje portrét Aqualunga, pro jehož postavu mu mohl být inspirací i sám Ian Anderson, ten to však odmítá. Na zadní straně alba je mírně oplzlý portrét téhož hrdiny, který sedí na okraji chodníku se psem. Scéna připomíná fotografický portrét členů skupiny, namaskovaných jako starci a se smečkou psů na jejich prvním albu This Was. Vnitřní rozkládací obal alba představuje pětičlennou skupinu, oblečenou v koncertních hábitech, která vystupuje v kapli a tím ji znesvěcuje – popisuje tak téma druhé strany LP a zároveň připomíná prostředí ve kterém skupina album nahrávala.
Album Aqualung dosáhlo 7. místa v žebříčku amerického hudebního časopisu Billboard, singl „Hymn 43“ tam dosáhl 91. místa.

## Obsazení
- Ian Anderson: flétna, akustická kytara, zpěv
- Clive Bunker: bicí, perkuse
- Martin Barre: elektrická kytara, sopránová zobcová flétna
- John Evan: klavír, varhany, mellotron
- Jeffrey Hammond (alias „Jeffrey Hammond-Hammond“): basová kytara, altová zobcová flétna, zpěv

## Seznam skladeb
1. Aqualung – 6:31
2. Cross-Eyed Mary – 4:06
3. Cheap Day Return – 1:21
4. Mother Goose – 3:51
5. Wond'ring Aloud – 1:53
6. Up To Me – 3:14
7. My God – 7:08
8. Hymn 43 – 3:14
9. Slipstream – 1:13
10. Locomotive Breath – 4:23
11. Wind Up – 6:01
Bonusové skladby z znovuvydaných verzích alba z let 1996 a 1999:
12. Lick Your Fingers Clean – 2:46
13. Wind Up (Quad Version) – 5:24
14. Excerpts From The Ian Anderson Interview [Mojo Magazine] – 13:59
15. Song For Jeffrey (BBC) – 2:51
16. Fat Man (BBC) – 2:57
17. Bourée (BBC) – 3:58

Všechny skladby napsal Ian Anderson, kromě : 1 (I. Anderson/Jennie Anderson), 17 (I. Anderson / Bach).